# Guido Cadorin

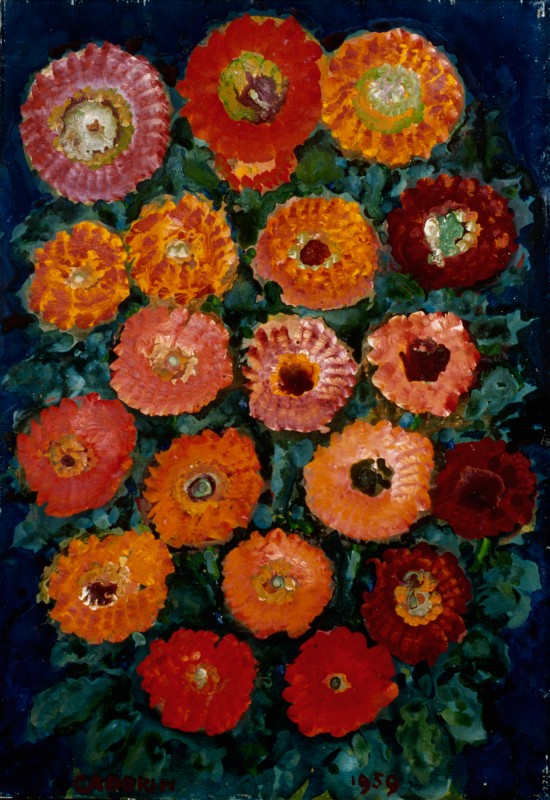
Zinie, 1959 (Collezioni d'arte della Fondazione Cariplo)

Guido Cadorin (Venezia, 6 giugno 1892 – Venezia, 18 agosto 1976) è stato un pittore italiano.

## Biografia
A Venezia è allievo di Cesare Laurenti. Espone a Ca' Pesaro nel 1909 e nel 1911 all'Internazionale di Roma. Partecipa alle principali manifestazioni artistiche mondiali (Milano, Galleria Pesaro nel 1923, Amsterdam e Rotterdam 1924, New York 1925, Bruxelles 1930). Tra il 1926 e il 1927 affresca il salone ristorante dell'Hotel Ambasciatori (oggi Grand Hotel Palace) in via Veneto, a Roma. Nel 1928 affresca la cripta del Monumento alla Vittoria a Bolzano, opera di Marcello Piacentini. Dal 1928 insegna all'Accademia di Venezia e nel 1936 è nominato titolare della cattedra di pittura. Nel 1934 ha una parete alla Biennale di Venezia. Nel 1938 e nel 1942 ha una intera sala alla Biennale.
Nel 1946 affresca la chiesa arcipretale di Cadola, in provincia di Belluno.
Nel periodo 1949-1950 accetta di partecipare alla formazione dell'importante Collezione Verzocchi sul tema del lavoro, e realizza, insieme ad un autoritratto, Pittori di barche. La collezione Verzocchi è conservata oggi alla Pinacoteca civica di Forlì.
Innumerevoli le personali all'estero. In Italia vi sono opere sue nella Casa della cultura di Palmi. Accanto all'attività di cavalletto affianca quella di affrescatore e mosaicista.
Progettò assieme all'architetto Brenno Del Giudice la Cattedrale di La Spezia, la cattedrale fu poi costruita negli anni cinquanta su disegno di Adalberto Libera.
Morì a Venezia il 18 agosto 1976 ed è sepolto nel cimitero di San Michele in Isola (Recinto XVI destra, vit 4, fila 3 B).